# Tokyo Dome
Tokyo Dome (japanska: 東京ドーム, Tōkyō Dōmu?) är en arena i Tokyo (Japan), i stadsdelen Bunkyo. Den öppnades 1988. Arenan rymmer 46 000 sittplatser vid baseboll-evenemang och upp till 70 000 åskådare vid konserter.

## Historik
Konstruktionen av Tokyo Dome påbörjades 16 maj 1985, och den var färdigställd 17 mars 1988. Den byggdes på platsen av en tidigare velodrom och nästgårds till den tidigare bollsportsarenan Kōrakuen-stadion. I likhet med Kōrakuen var det är Tokyo Dome årligen värd för Toei Superheroes live-shower.
Det informella namnet för arenan var först "The Big Egg" (engelska för "Det stora ägget"). Dess vallika tak, bestående av ett böjligt membran, hålls uppe av ett lätt luftövertryck inuti arenan.
Arenan är hemmaplan för basebollaget Yomiuri Giants, och man har här arrangerat musikkonserter, basketbollmatcher samt matcher i amerikansk fotboll och fotboll. Även puroresu (japansk fribrottning), mixed martial arts, K-1, monstertruckevenemang samt musikkonserter. Japanska baseboll Hall of Fame finns i arenan.

## Tokyo Dome City
Tokyo Dome är del av ett större nöjeskomplex som är känt som Tokyo Dome City (japanska: 東京ドームシティ, Tōkyō Dōmu Shiti?). Inom området finns bland annat en nöjespark, byggd på den före detta Kōrakuen-stadions plats. Där finns också ett spakomplex ("Spa LaQua") samt diverse butiker, restauranger, datorspelsanläggningar och ett stort vadslagningscenter för hästkapplöpning.